# 二・一九公園
二・一九公園は、中国遼寧省鞍山市鉄東区にある公園。名称は、1948年2月19日に中国人民解放軍が鞍山を占領したことを記念してつけられている。総面積は78ヘクタールで、公園内には山や湖も存在する。

## 歴史
二・一九公園は、満州国時代には、「朝日山公園」という名称だった。1948年2月19日、中国人民解放軍が鞍山を占領し、公園も二・一九公園へと改名された。

## 施設
現在の公園内には、「北の西湖 (北方西子)」と呼ばれる湖があり、普段は遊覧船が運航されているが、冬場は凍結する。さらに、植物園、動物園、遊園地なども設置されている。東側には、世界最大級のヒスイの仏像がある玉仏苑がある。

## アクセス
鞍山市バスの路線216、202、28、323で公園にアクセスできる。